# Sacoias
Sacoias é uma pequena aldeia situada no Concelho de Bragança, no Distrito de Bragança, na região de Trás-os-Montes e Alto Douro, no norte de Portugal. Faz parte da freguesia de Baçal.

## Geografia
Sacoias está localizada numa área montanhosa, característica da região de Trás-os-Montes. A paisagem é marcada por campos agrícolas, pastagens e florestas, que constituem uma parte significativa do cenário natural da aldeia.

## História
A história de Sacoias remonta a tempos antigos, com vestígios arqueológicos que indicam a presença humana na região desde épocas pré-romanas. No entanto, grande parte da história documentada da aldeia está ligada ao desenvolvimento rural e agrícola que ocorreu ao longo dos séculos.

## Cultura e Tradições
A aldeia de Sacoias mantém vivas várias tradições culturais e religiosas. As festividades locais, como as festas em honra do padroeiro, são momentos importantes para a comunidade. As festas populares incluem procissões, missas e eventos comunitários que reforçam os laços sociais entre os habitantes.

## Economia
A economia de Sacoias é predominantemente agrícola, com a produção de cereais, vinhos e a criação de gado a desempenharem papéis importantes. A agricultura de subsistência ainda é uma prática comum, complementada por algumas atividades comerciais locais.

## Património
Apesar de ser uma aldeia pequena, Sacoias possui um património interessante que inclui:
- Igreja de Sacoias: Uma igreja paroquial que é um ponto central de encontro e fé para a comunidade.
- Fontes e Lavadouros: Estruturas antigas utilizadas para o abastecimento de água e lavagem de roupa, que são testemunhos da vida quotidiana de tempos passados.
- Castro de Sacoias: Antigo povoado fortificado e local arqueológico

## Infraestrutura
A aldeia de Sacoias está equipada com as infraestruturas básicas, incluindo eletricidade, água potável e saneamento. A estrada que liga Sacoias a Bragança permite um acesso relativamente fácil à cidade, onde os residentes podem aceder a serviços adicionais, como educação, saúde e comércio.

## Turismo
Embora Sacoias não seja um destino turístico de massa, atrai visitantes que procuram experimentar a vida rural autêntica de Trás-os-Montes. O turismo rural, incluindo alojamentos locais e atividades ao ar livre, está a crescer gradualmente, oferecendo aos visitantes uma oportunidade de explorar a beleza natural e cultural da região.

## Ligações Externas
- Câmara Municipal de Bragança
- Visit Portugal - Norte e Trás-os-Montes

Predefinição:Geografia-Bragança